# Euraziatische lynx
De Euraziatische lynx of los (Lynx lynx) is een katachtig roofdier ter grootte van een grote hond. De wetenschappelijke naam van de soort werd als Felis lynx in 1758 gepubliceerd door Carl Linnaeus in Systema naturae. De Euraziatische lynx komt met name voor in de boreale zone van Noord-Europa en de Russische Federatie, met geïsoleerde populaties in Centraal-Europa. In verschillende landen in Centraal-Europa zijn herintroductieprogramma's opgezet om de situatie van de Euraziatische lynx te stabiliseren of om de soort verder te laten verspreiden. De Euraziatische lynx is verwant aan de op het Iberisch Schiereiland levende pardellynx (Lynx pardinus).

## Kenmerken
De lynx heeft karakteristieke bakkebaarden, gepluimde oren en een kort staartje. Hij staat hoog op de poten. De vacht van de lynx is in de zomer geelbruin. 's Winters is de vacht bleker en dikker. Verspreid over zijn lichaam liggen enkele kleine, bleke vlekken. Vooral de ledematen zijn duidelijk gevlekt. De staart is kort met een zwart puntje.
Lynxen zijn goed tegen kou bestand, dankzij de dichte vacht en de haarkussens aan hun voeten. De gepluimde oorschelpen zijn uiterst nuttig voor het opvangen van zelfs de zwakste geluiden.
De kop-romplengte ligt bij een volwassen lynx tussen de 80 en 130 cm, de schofthoogte tussen de 60 en de 75 cm, gemiddeld 65 cm. Het staartje wordt 11 tot 25 centimeter lang. Lynxen wegen 18 tot 25, soms tot 38 kg.

## Gedrag
Het dier leeft territoriaal. De mannetjes hebben aparte territoria die overlappen met die van de eveneens solitair levende wijfjes. Als hol wordt meestal een rotshol gebruikt, maar ook een dassenburcht of dicht struikgewas wordt gebruikt. De omvang van een territorium is ongeveer 100 tot 1.000 km². Hij heeft een voorkeur voor volwassen, dichtbegroeide naaldwouden en gemengde bossen, met veel bomen en een dichte ondergroei. Ook komt hij voor in steile rotsgebergten tot 1.000 meter hoogte. Een enkele keer wordt hij tot op 2.000 meter hoogte aangetroffen.

## Voedsel
Lynxen jagen voornamelijk in de schemering, al is dit afhankelijk van het moment van de dag waarop hun voornaamste prooidieren actief zijn. Het zijn geen opportunisten; ze jagen voornamelijk op hazen (Lepus), reeën (Capreolus capreolus) en gemzen (Rupicapra rupicapra). Ook knaagdieren, kleine hoefdieren en hoendervogels als patrijzen (Perdix perdix) en korhoenders (Lyrurus tetrix) worden gegrepen. Een enkele keer worden ook grotere hertensoorten gedood. De meeste dieren, waaronder hazen, worden vanuit struiken beslopen. Een groter prooidier als een ree wordt doorgaans vanuit een hinderlaag belaagd, waarna het dier in de keel wordt gegrepen. De lynx eet gemiddeld één kilogram per dag. In Beieren bleek uit onderzoek dat de ree driekwart van het menu uitmaakt. Omdat een ree te groot is om in één keer op te eten, kan een lynx soms zes dagen achter elkaar terugkomen naar een prooidier om hier nog van te eten. Deze kennis wordt gebruikt voor de "monitoring" van lynxen. Jagers vinden soms wel prooien van lynxen, waarna camera's geïnstalleerd kunnen worden met bewegingsmelders waarmee de lynxen gefotografeerd kunnen worden.
Een lynx is voortdurend bezig met de evaluatie van zijn territorium op basis van prooidieractiviteit. Bekend is dat lynxen wildwissels voortdurend op recente betreding inspecteren. Het is overigens niet waar dat lynxen enkel zieke en zwakkere dieren aanvallen. Ze vallen met name onoplettende dieren aan. Slechts een klein gedeelte van de aanvallen is succesvol (één op de zes), waardoor aangevallen dieren snel oplettend gaan worden en de lynx zich moet verplaatsen naar een ander gedeelte van zijn territorium, waar de prooien eenvoudiger te vangen zijn.

## Voortplanting

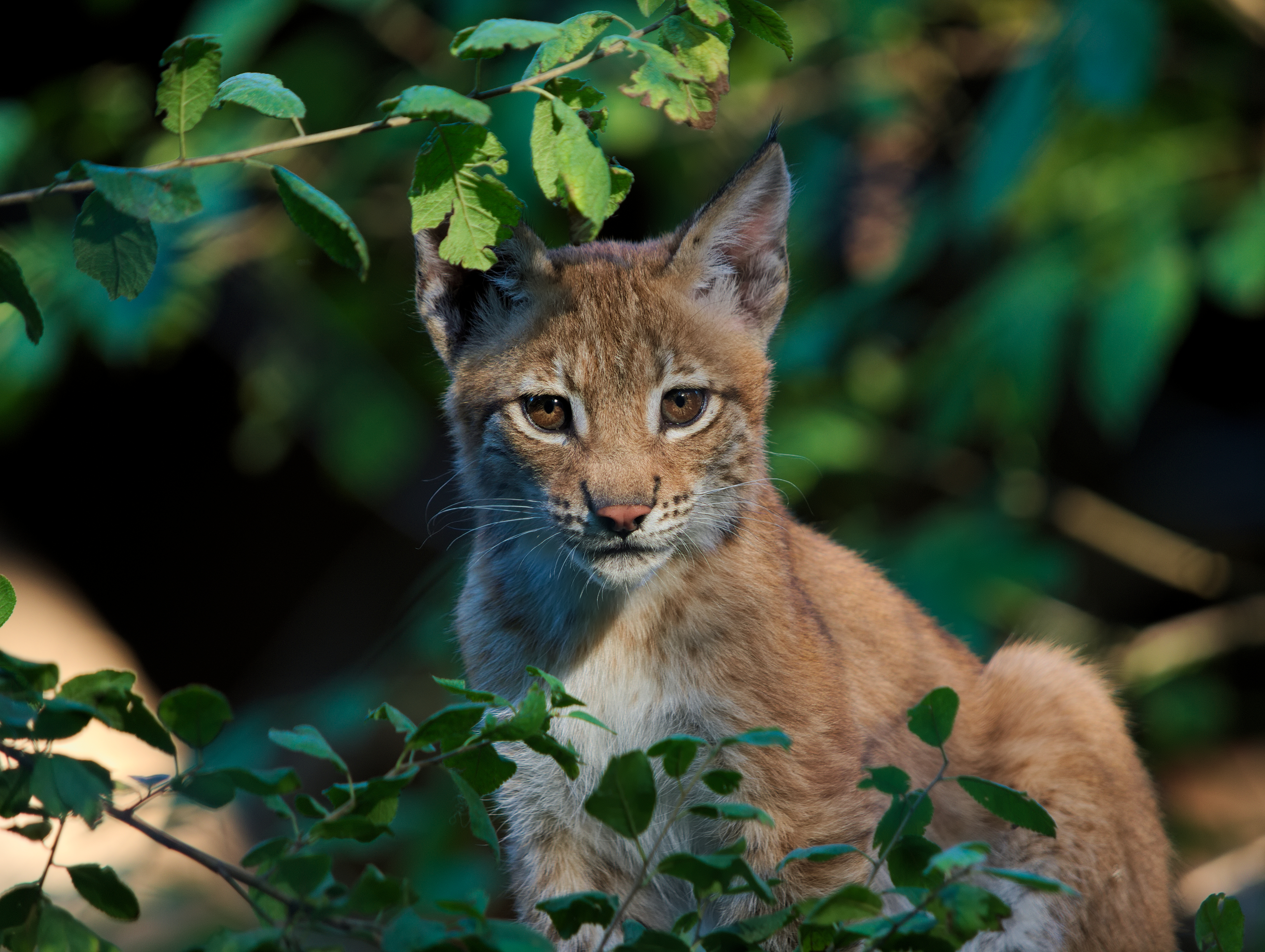
Een jonge lynx van ca. vier maanden oud.

De paartijd loopt van januari tot maart, waarna na een draagtijd van ongeveer 74 dagen de jongen in mei of juni worden geboren. De lynx krijgt per worp tussen de één en de vijf, meestal twee à drie jongen. De oogjes gaan na 16 à 17 dagen open. De zoogtijd duurt twee tot vijf maanden. Ze verlaten het nest voor het eerst na 4 maanden. Ze blijven ongeveer 12 maanden bij de moeder. Het mannetje speelt in de regel geen rol in de zorg voor de jongen. De moeder zorgt alleen voor het voeden en grootbrengen van de welpen.
Een mannetje is na ongeveer 30 maanden geslachtsrijp, een vrouwtje na 22 maanden. Een lynx wordt maximaal 20 jaar oud, gemiddeld 15 jaar in het wild en 17 jaar in gevangenschap.

## Verspreiding en ondersoorten
Er worden zes ondersoorten onderscheiden:
- Noordelijke lynx (Lynx lynx lynx) – Komt voor in de Baltische staten, Fennoscandinavië, Wit-Rusland, Europees Rusland en de Oeral, oostwaarts tot de Jenisej[1]
- Karpatenlynx (Lynx lynx carpathicus) – Komt voor in het Karpatengebergte[1]
- Balkanlynx (Lynx lynx balcanicus) – Is met een geschat tussen de 19 en 36 volwassen individuen in kritiek gevaar en komt alleen voor in Noord-Macedonië en het aangrenzende deel van Albanië[1][4]
- Kaukasische lynx (Lynx lynx dinniki) – Komt voor in de Kaukasus en aangrenzende delen van Zuidwest-Azië[1]
- Turkestaanse lynx (Lynx lynx isabellinus) – Komt voor in Centraal-Azië[1]
- Siberische lynx (Lynx lynx wrangeli) – Komt voor in Siberië ten oosten van de Jenisej[1]

De volgende ondersoorten zijn beschreven, maar moeten verder onderzocht worden om hun status als ondersoort te bevestigen:
- (Lynx lynx wardi) – Komt voor in het Altajgebergte
- (Lynx lynx kozlovi) – Komt voor tussen de Jenisej en het Baikalmeer
- (Lynx lynx stroganovi) – Komt voor in het Russische Verre Oosten en aangrenzende delen van China en Noord-Korea

## Voorkomen in Europa

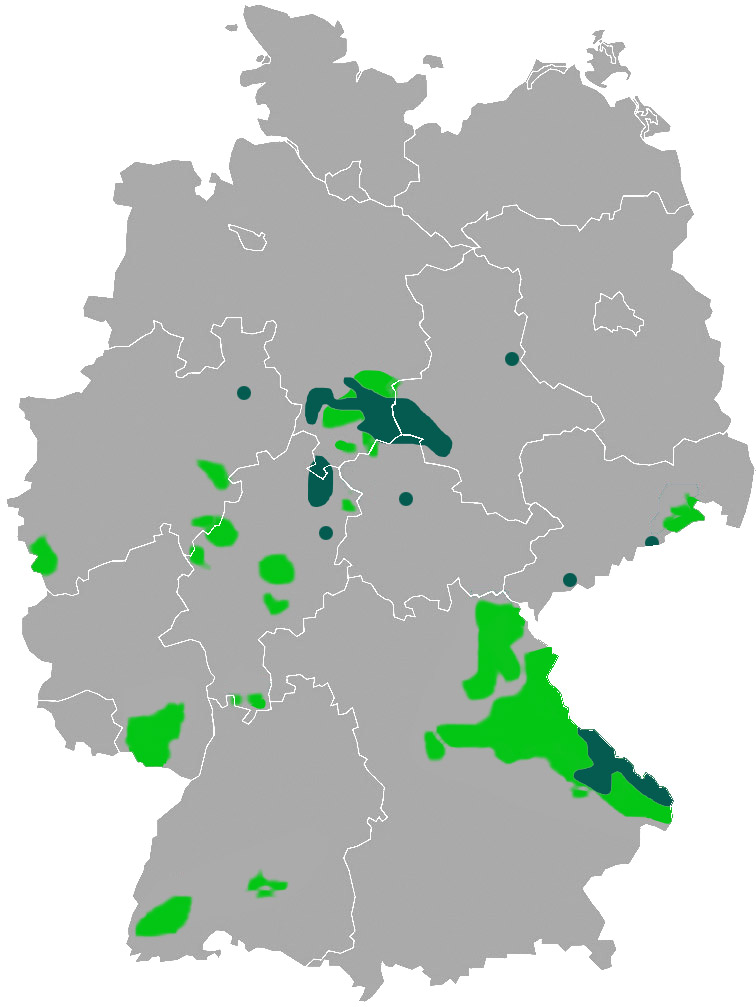
Verspreiding van de Euraziatische lynx in Duitsland:
Regelmatig voorkomen van de lynx in 2007 (onderzoek door de Naturschutzbund Deutschland)
Waarnemingen van de lynx in 2013 (onderzoek door de Bundesamt für Naturschutz)

De lynx kwam voorheen voor in grote delen van Europa, van Centraal-Frankrijk en de Pyreneeën tot de Balkan. Het dier is echter in Europa in veel streken uitgeroeid omdat hij schade zou aanrichten aan de wildstand en het vee.
Daar waar hij nog aangetroffen wordt, is het een beschermd dier. Op sommige plaatsen neemt zijn aantal zelfs weer toe, zoals nu in delen van Europa. Vanaf 1970 werd de soort geherintroduceerd in de Alpen van Frankrijk en Zwitserland (1971), de Jura, de Vogezen en de Harz (2000). In Oost-Europa zijn ze nooit uitgeroeid geweest. In 1960 was de soort verdwenen uit West-Europa, maar nu zijn ze in de meeste landen weer aanwezig. In 2012 dook de lynx na meer dan een eeuw weer op in Hongarije, waarschijnlijk vanuit Slowakije.

### België
Na circa een eeuw afwezigheid komt de lynx sinds circa 2002 weer in de noordelijke Ardennen van België voor, in onder andere Vielsalm en sinds 2005 in de Voerstreek. Dit is de noordwestelijke grens van het verspreidingsgebied en sluit aan op de populaties in de Eifel en de Vogezen. In 2020 werd een lynx in de Semoisvallei gefotografeerd.

### Nederland
De lynx kwam in ieder geval nog tot diep in de middeleeuwen in Nederland voor. Uit de administratie van de toenmalige 'edele' slagers, die hun vlees van de edele jachthouding afnamen, blijkt dat de aanlevering van lynxen met enige regelmaat plaatsvond. Ook is er een schedel met onderkaak gevonden bij een Romeinse nederzetting bij Valkenburg, maar het is niet zeker of deze lynx in Nederland is gevangen. In de netten van Nederlandse Noordzeevissers worden nog geregeld schedelfragmenten en beenderen van de lynx uit de ijstijd aangetroffen.
Deskundigen gaan ervan uit dat er nooit sprake is geweest van de afschot van de laatste Nederlandse lynx, maar dat de lynx samen met de wolf rond 1890 in Nederland uitstierf. Maar ook dat is niet zeker, aangezien lynxen treklustige, solitaire dieren zijn, in tegenstelling tot de wolf, die vaak vaste jachttrajecten hanteert. Volgens de officiële lezing is de lynx in Nederland echter uitgestorven.

#### Toekomstperspectief voor de lynx in Nederland
Naast zichtwaarnemingen in de provincie Limburg zijn er vanaf 1999 ook waarnemingen in de provincie Gelderland. Voor Alterra was dit aanleiding om een onderzoek in te stellen naar de huidige status van de lynx op basis van onderzoek naar de betrouwbaarheid van zichtwaarnemingen in Nederland sinds 1988. Ook waarnemingen in de bosachtige omgeving van Kootwijk werden daarbij onder de loep genomen. Nieuwe waarnemingen kunnen bij Waarneming.nl gemeld worden. Tot 2009 werden daar drie waarnemingen gemeld, allemaal in Limburg. Onderzoek met onder andere cameravallen in de buurt van het drielandenpunt van Nederland, België en Duitsland, leidde niet tot een waarneming. Op 12 mei 2009 meldde De Telegraaf dat er een lynx was gesignaleerd in Drenthe.

#### Potentiële leefgebieden
In 1991 is een rapport verschenen over de herintroductie van lynxen in Nederland waarin de conclusie wordt getrokken dat de Veluwe 10 tot 25 lynxen zou kunnen voeden. Dat is echter een te kleine populatie om op lange duur zelfstandig te kunnen voortbestaan. Inmiddels is de ecologische hoofdstructuur van Nederland volop in ontwikkeling en sluit de Veluwe vrijwel aan op de Utrechtse Heuvelrug en Duitsland, waardoor een populatie in verbinding kan komen te staan met andere Europese populaties. Hierdoor zou het inteeltrisico verminderen en kan de aanwezigheid van de lynx in Nederland realiteit worden.

### Duitsland
In Duitsland zijn er populaties in:

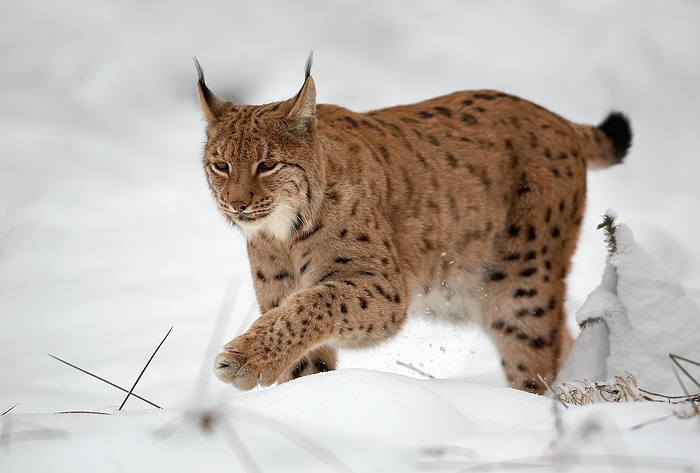
Euraziatische lynx in Nationaal Park Bayerischer Wald.

- Rijnland-Palts in het Pfälzer Wald, in het Frans-Duitse grensgebied, komende uit de Franse Vogezen-populatie.
- Noordrijn-Westfalen; het Nationaal Park Eifel, aansluitend op de Pfalz en op het Luxemburg en België en in Düren, niet ver van de Nederlandse grens.
- Beieren; Er wordt gesproken over ongeveer 100 dieren in het grensgebied van Duitsland, Oostenrijk en Tsjechië. Afkomstig van een herintroductie in 1979.
- Hessen; sinds 1999 in Werra-Meißner-Kreis, Hanau, Spessart, Vogelsberg. Dit zijn de meest noordwestelijke dieren van de Boheems-Beierse populatie.
- Nedersaksen; in het Nationaal Park Harz in Duitsland is de lynx geherintroduceerd tussen 2000 en 2005. Er zijn 19 dieren uitgezet. De hele Harz is nu bezet en de dieren verspreiden zich verder in een tempo van ongeveer 10 km per jaar. Inmiddels hebben enige dieren zich gevestigd in het oostelijke deel van het Wezerbergland.
- Baden-Württemberg; Zwarte Woud, Neckar-Odenwald-Kreis enkele dieren. Ze kunnen uit verscheidene gebieden komen: uit de Jura, de Vogezen of uit Bohemen/Beieren.

### Frankrijk en Zwitserland
In Frankrijk komt de Euraziatische lynx in een vrijwel aaneengesloten gebied voor van de Franse Voor-Alpen tot aan de grens met Duitsland. De aantallen nemen toe.
- In 1974–1975 zijn er in de Jura bij Neuchâtel (Zwitserland) ongeveer tien dieren uitgezet. In 2000 werden er 80 tot 100 dieren geteld.
- Tussen 1983 en 1988 zijn in de Vogezen 14 lynxen uitgezet (negen mannetjes en vijf vrouwtjes). In 2000 waren het er 20 à 30.

### Scandinavië
In Noorwegen leven nog ongeveer 500 lynxen, maar door de overheid is de jacht toegestaan om dit aantal tot 400 te verminderen.
In Finland is de totale populatie nog steeds ongeveer 1200 lynxen.
In Zweden wordt de populatie geschat op 1200 tot 1500 dieren.

## Verspreidingspatroon

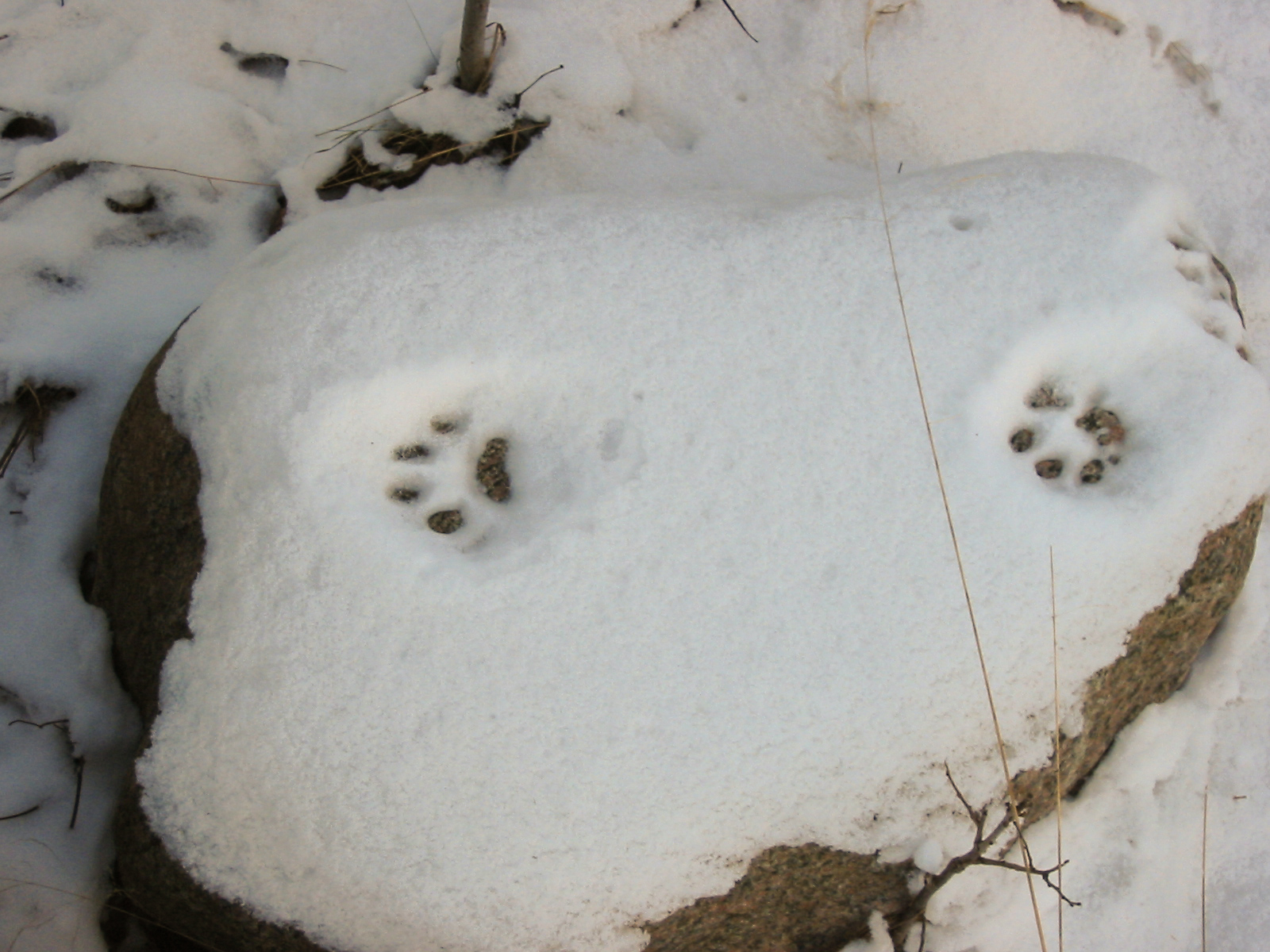
Pootafdrukken van de Euraziatische lynx in de sneeuw.

De verspreiding in een nieuw gebied, door herintroductie of door zelfstandige gebiedsuitbreiding verloopt ongeveer als volgt:
- Pionierfase: Jonge dieren nemen een nieuw gebied in, in eerste instantie zorgt dat voor veel verliezen door verkeersslachtoffers en stroperij. Ook door de geïsoleerde ligging is voortplanting soms moeilijk. Er komen steeds nieuwe dieren het gebied binnen om een territorium te vinden. Dit is het geval de eerste 5 jaar na introductie in een nieuw gebied.
- Groeifase: De territoria beginnen op elkaar aan te sluiten. de mannetjes weten de vrouwtjes te vinden. Doordat de prooidieren nog niet gewend zijn aan de lynxen kunnen de lynxen vrij eenvoudig aan voldoende voedsel komen. Aantallen lynxen nemen in een bepaald gebied toe. Deze periode is na 5 tot 15 jaar in een nieuw gebied.
- Volwassenfase: Op een gegeven moment zijn de prooidieren gewend aan de lynxen en laten zich niet zo makkelijk verschalken. Lynxen moeten voor hun voedsel soms uitwijken naar minder eenvoudige prooidieren zoals jonge edelherten, konijnen, schapen en andere huisdieren. De acceptatie van de lynxen neemt af. De dieren hebben ook grotere territoria nodig door de afgenomen beschikbaarheid van voedsel. Vanuit dit soort onrustige populaties kunnen weer nieuwe gebieden bevolkt worden. Deze fase is 15 tot 30 jaar na introductie in een nieuw gebied.
- Stabiele fase: De territoria zijn vergroot tot ongeveer 100 à 400 km2 per dier, afhankelijk van het terrein en daarmee samenhangend het aantal prooidieren. De aanwezigheid is geaccepteerd door de menselijke omgeving. Deze fase treedt in na 30 jaar in een nieuw gebied.

## Monitoring

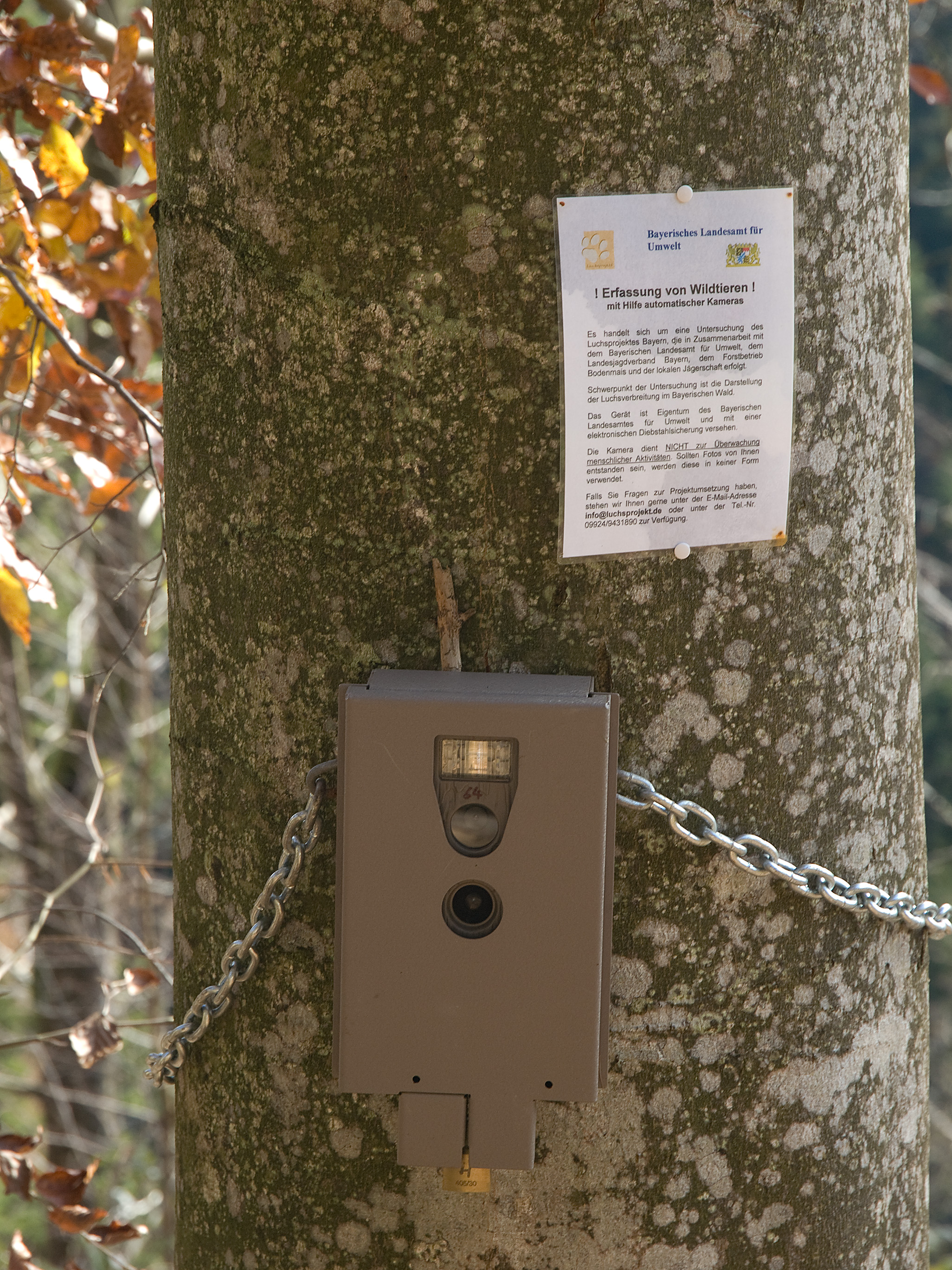
Cameraval opgezet voor onderzoek naar Euraziatische lynxen.

De dieren zijn voornamelijk in de nacht actief waardoor ze vrijwel niet worden waargenomen. Zo nu en dan ziet iemand een lynx of wordt er een door een lynx gedode prooi gevonden waardoor men vaak wel vermoedt dat er in een bepaald gebied een lynx rondloopt. Omdat men toch iets meer over de lynx wil weten zijn er verschillende manieren ontwikkeld om ze te monitoren. Meest gebruikt zijn de zogenaamde fotovallen. Infraroodcamera's die opgesteld worden op plaatsen waarvan verwacht wordt dat er lynxen langs komen. Deze zijn uitgerust met bewegingsmelders of warmtegevoelige apparatuur, zodat ze alleen afgaan als er lynxen of vergelijkbare dieren langskomen. Deze fotovallen worden ook wel opgesteld bij gevonden reeën die recent door lynxen zijn omgebracht. Doordat lynxen elk een uniek vlekkenpatroon hebben zijn individuele dieren te onderscheiden.
Wat er ook wel gebeurt, is dat men de dieren probeert te vangen met vallen. Vervolgens worden ze dan voorzien van een halsband met een zender. Vroeger zonden deze zenders radiosignalen uit die met ontvangers en richtantennes in de buurt opgevangen werden: door vanuit twee posities te meten kon door middel van een kruispeiling de exacte positie worden bepaald. De laatste tijd zijn de halsbanden voorzien van gps en speciale mobiele telefoons. Via sms wordt regelmatig de huidige positie doorgegeven. De batterijen gaan ca. 2 jaar mee, waarna het dier opnieuw gevangen moet worden.